# Марко Гутаљ
Марко Гутаљ (Сарајево, 1985) је ванредни професор на Катедри за шумарство Пољопривредног факултета Универзитета у Источном Сарајеву и проректор за међународну сарадњу и осигурање квалитета истог универзитета.

## Биографија
Основну школу “Емилија Остојић” и гимназију “Свети Сава” у Пожеги завршио са одличним успјехом. Шумарски факултет је уписао 2005. године као редован студент на Државном шумарско-техничком универзитету по имену С.М. Кирова у Санкт Петербургу, Руска Федерација  и дипломирао 2009. године стекавши звање дипломираног инжењера шумарства. 
Исте године на поменутом универзитету завршио је као редован студент магистарске студијe. Године 2011. стекао звање магистра шумарства. 
Одбранио је докторску дисертацију на тему “Виталност и структура подмлатка смрче под материнским састојинама и на сечинама ” 2015. године и стекао титулу доктора биолошких наука из области Гајење шума, управљање шумама, планирање газдовања шумама и  шумска инвентаризација. Од 2016. године запослен је на Пољопривредном факултету Универзитета у Источном Сарајеву. У звање доцента изабран је 2016.године. У јануару 2018. године изабран је и за Продекана за наставу Пољопривредног факултета, Универзитета у Источном Сарајеву.